# Besselei

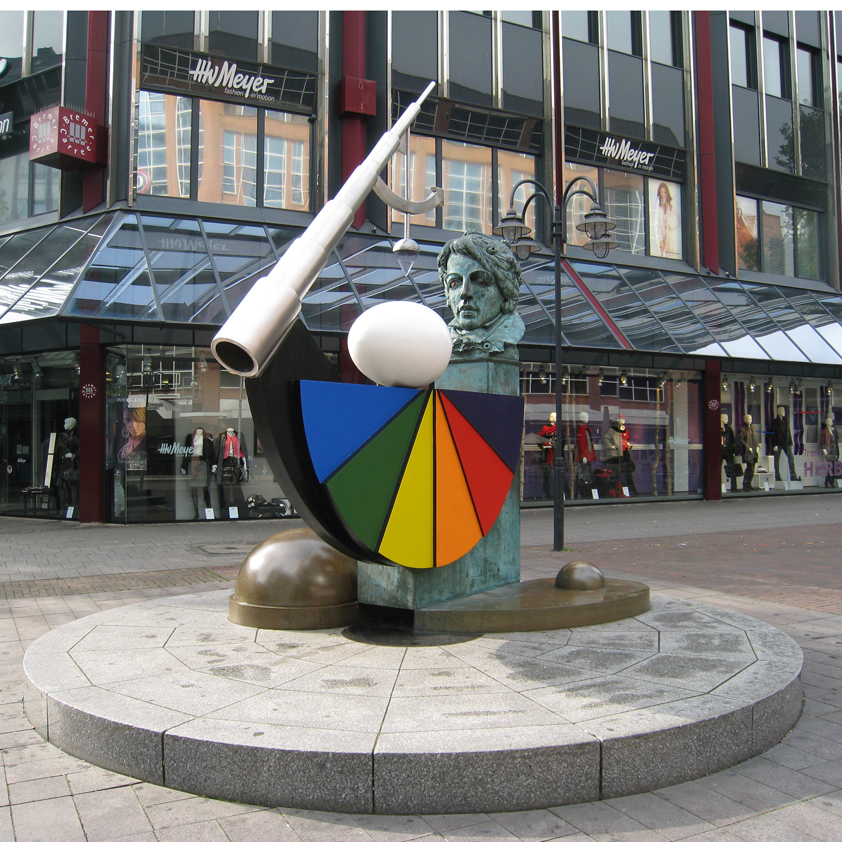
Besselei auf dem Hanseatenhof in Bremen. Foto 2008

Das Bessel-Ei oder (die oder das) Besselei, wie der Künstler Jürgen Goertz seine raumgreifende Skulptur aus dem Jahr 1989 doppeldeutig nennt, ist ein Denkmal für und eine Hommage an den bedeutenden Astronomen Friedrich Wilhelm Bessel (1784–1846). Sie steht, von Kaufhäusern umgeben, auf dem belebten Hanseatenhof in der Fußgängerzone der Bremer Innenstadt.

## Friedrich Wilhelm Bessel

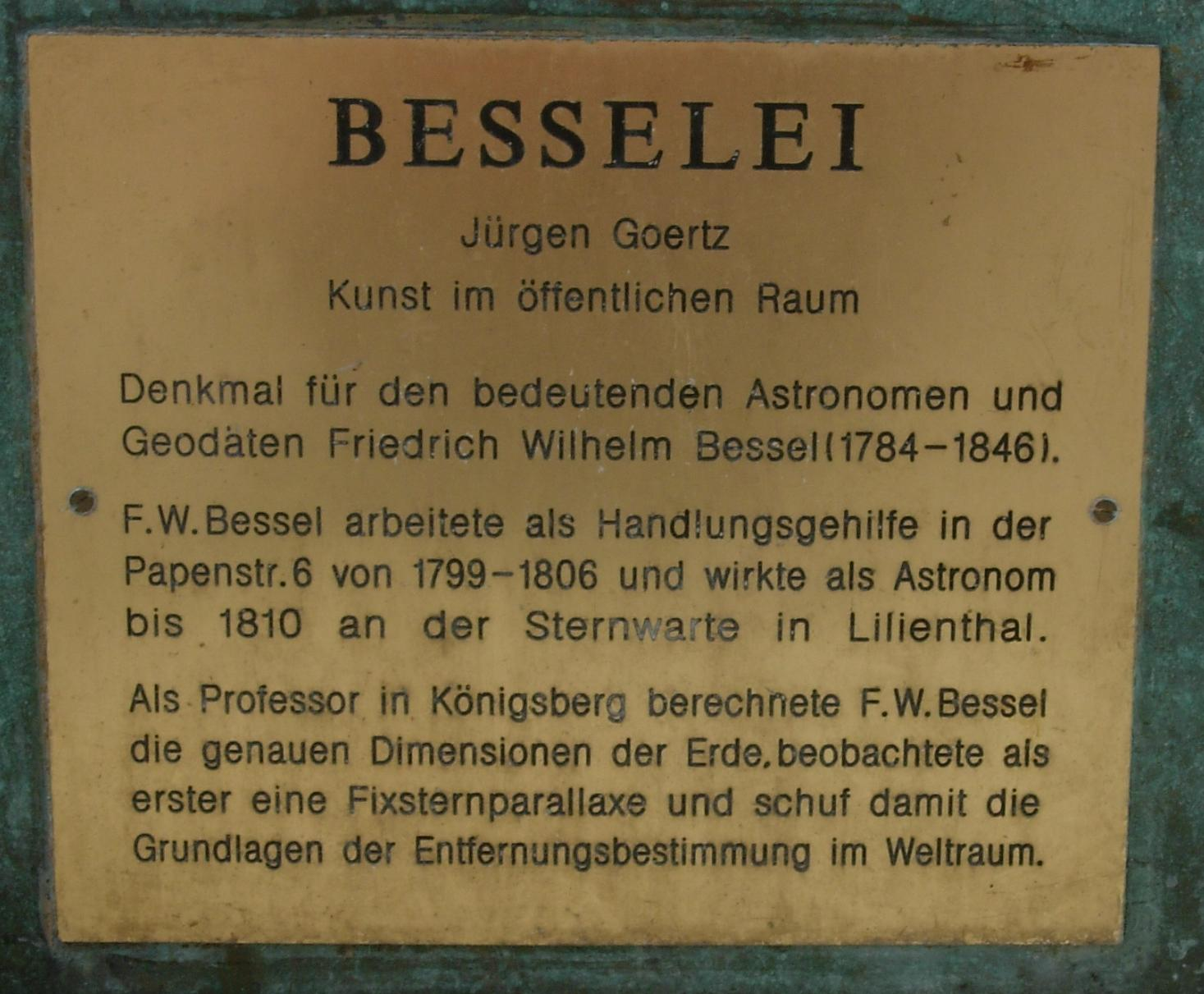
Inschrift am Besselei

Als junger Mann arbeitete Bessel von 1799 bis 1806 in der Papenstraße 6, wenige Schritte vom heutigen Ort des Kunstwerks, als Handlungsgehilfe eines Kaufmanns. Da er beabsichtigte, später in den Überseehandel einzusteigen, eignete er sich navigatorische Kenntnisse an, wozu damals besonders Winkelmessungen und Himmelsbeobachtungen gehörten. Mit seiner mathematischen Begabung, aber auch einer außergewöhnlichen Sehschärfe faszinierte ihn bald die Astronomie. 1804 lernte er den 26 Jahre älteren Bremer Astronomen Heinrich Wilhelm Olbers kennen, der seine Talente erkannte und ihn so förderte, dass Bessel bereits 1806 als Inspektor an die private Sternwarte von Hieronymus Schröter im nahen Lilienthal berufen wurde. 1810 ernannte ihn der preußische König zum Direktor der neuen Sternwarte Königsberg im damaligen Ostpreußen, wo er 36 Jahre wirkte. Zu seinen bahnbrechenden Leistungen gehören die erstmalige Berechnung der Entfernung eines Fixsterns durch Beobachtung der Fixsternparallaxe und eine so genaue Berechnung von Umfang und Form (Bessel-Ellipsoid) der leicht ovalen „Erdkugel“, dass sie bis weit ins 20. Jahrhundert eine der geodätischen Grundlagen der Kartografie blieb.

## Das Kunstwerk
Die am 1. März 1990 aufgestellte 3,9 × 3,7 × 2,7 Meter große Installation setzt in verschiedenen Materialien (Beton, Granit, Metallbänder, Messingblech, Eisen) mehrere disparate Motive collageartig zusammen. Die konventionell auf eine schmale Stele gestellte Büste ist nach zeitgenössischen Bildnissen gestaltet und kann Porträtähnlichkeit in Anspruch nehmen, die Kombination des stilisierten Fernrohrs mit einem Winkelmaß verbindet gedanklich zwei wichtige Gerätschaften des Geodäten und Astronomen. Verschiedene Kreis- und Kugelelemente deuten auf die Sphären und Himmelskörper als Gegenstände seiner Forschungen. Das namengebende Ei bildet die strahlend weiße Mitte. Es erinnert in ironischer Übertreibung an die von Bessel berechnete Erdgestalt, die allerdings eine gestauchte, also an den Polen abgeplattete und keine gestreckte Form eines Ellipsoids hat. Goertz wollte Bessel bühnenhaft inszenieren und ihn mit seinen unterschiedlichen Aktivitäten und seiner Experimentierfreude darstellen. Der Standort steht im Bezug zum Übersee-Handelshaus von A. G. Kuhlenkamp & Söhne in der nahen Papenstraße, wo Bessel seine Kaufmannslehre machte und zum anderen stand hier einst die Ansgarikirche. Deren Spitze nutzte Bessel als Ausgangspunkt für die Landvermessung.

## Nachweise
1. ↑  Das Projekt begann 1986, wurde 1989 vollendet und 1990 aufgestellt. (Kunst im Öffentlichen Raum in Bremen, Bremen 1993, S. 362)
2. ↑  Anke Landwehr: Eigenwilliges Ei - WESER-KURIER. 31. März 2015, abgerufen am 9. Dezember 2021.
3. ↑  Bessel, Friedrich Wilhelm – Kulturstiftung. Abgerufen am 9. Dezember 2021 (deutsch).